# Galium buxifolium
Galium buxifolium là một loài thực vật có hoa trong họ Thiến thảo. Loài này được Greene mô tả khoa học đầu tiên năm 1886.